# Centre républicain (groupe parlementaire)
Ne doit pas être confondu avec Centre républicain ou Républicains du centre.
Le Centre républicain est un groupe parlementaire de droite qui existe de 1932 à 1936. Très critique du parlementarisme, il défend l'usage du plébiscite et un exécutif fort à la tête de l’État.

## Histoire
Le groupe est fondé en 1932 par André Tardieu, après son échec dans la tentative de conquête de l'Alliance démocratique.
Situé à droite, le groupe n'est pas reconduit après le scrutin de 1936, André Tardieu n'ayant pas été réélu.

## Doctrine
Le Centre républicain a vocation à regrouper les députés adhérant au projet de Tardieu tel qu'il l'expose dans son ouvrage Réforme de l'État. Ces propositions consistaient en la perte du droit d'initiative des dépenses pour le Parlement, la possibilité pour le « Premier ministre », poste nouvellement créé et défini par la constitution, de dissoudre la Chambre des députés, à sa seule initiative, le droit de vote pour les femmes et le recours au référendum.
La critique de la toute-puissance de la Chambre des députés dans l'entre-deux-guerres n'est pas l'apanage du Centre républicain : 
- Charles Maurras et l'Action française dénoncent depuis le début du XXe siècle l'inanité d'un tel « gouvernement de la Discussion » qui met l’État aux prises avec une opinion publique mouvante et un risque de désunion permanent. De fait, ils préconisent le retour à une monarchie décentralisée.
- La Ligue de la jeune République de Marc Sangnier et Emmanuel Mounier rassemble des chrétiens de gauche qui veulent également un changement de régime et qui se rallieront à la tentative mendésiste d'après-guerre.
- Les Jeunes Turcs du parti radical prônent également une réforme de l’État, jugeant que le parlementarisme est en crise. Ils soutiendront également Pierre Mendès France après la Seconde Guerre mondiale.

Toutes ces influences seront déterminantes dans la création de la Cinquième République.

## Membres
| Député                                    | Département            | XIVe législature | XIVe législature                 | XVe législature | XVe législature    | XVIe législature | XVIe législature                                                 |
| ----------------------------------------- | ---------------------- | ---------------- | -------------------------------- | --------------- | ------------------ | ---------------- | ---------------------------------------------------------------- |
| Henri Auriol                              | Haute-Garonne          |                  | Union républicaine démocratique  |                 | Centre républicain |                  |                                                                  |
| Guillaume Ballu                           | Seine-et-Oise          |                  | Action démocratique et sociale   |                 | Centre républicain |                  |                                                                  |
| Henri Brière                              | Départements d'Algérie |                  | Union républicaine démocratique  |                 | Centre républicain |                  | Non inscrit                                                      |
| André Cointreau                           | Maine-et-Loire         |                  |                                  |                 | Centre républicain |                  | Républicains indépendants et d'action sociale                    |
| Hervé de Lyrot                            | Ille-et-Vilaine        |                  |                                  |                 | Centre républicain |                  | Indépendants républicains                                        |
| Lionel de Tastes                          | Seine                  |                  | Républicains de gauche           |                 | Centre républicain |                  |                                                                  |
| Marie-Joseph Charles des Acres de L'Aigle | Oise                   |                  |                                  |                 | Centre républicain |                  |                                                                  |
| Pierre Dignac                             | Gironde                |                  | Républicains de gauche           |                 | Centre républicain |                  | Alliance des républicains de gauche et des radicaux indépendants |
| Jean du Pouget de Nadaillac               | Nièvre                 |                  |                                  |                 | Centre républicain |                  |                                                                  |
| Emmanuel Évain                            | Seine                  |                  | Union républicaine démocratique  |                 | Centre républicain |                  |                                                                  |
| Jean Fabry                                | Seine                  |                  | Action démocratique et sociale   |                 | Centre républicain |                  |                                                                  |
| Maxime Fauchon                            | Manche                 |                  |                                  |                 | Centre républicain |                  | Républicains indépendants et d'action sociale                    |
| Désiré Ferry                              | Meurthe-et-Moselle     |                  | Union républicaine démocratique  |                 | Centre républicain |                  |                                                                  |
| Achille Fould                             | Hautes-Pyrénées        |                  | Union républicaine démocratique  |                 | Centre républicain |                  | Alliance des républicains de gauche et des radicaux indépendants |
| Louis Fourès                              | Seine                  |                  |                                  |                 | Centre républicain |                  |                                                                  |
| Marcel Héraud                             | Seine                  |                  | Républicains de gauche           |                 | Centre républicain |                  | Républicains indépendants et d'action sociale                    |
| Louis Jacquinot                           | Meuse                  |                  |                                  |                 | Centre républicain |                  | Alliance des républicains de gauche et des radicaux indépendants |
| Raymond Lachal                            | Puy-de-Dôme            |                  |                                  |                 | Centre républicain |                  | Alliance des républicains de gauche et des radicaux indépendants |
| Joseph Laniel                             | Calvados               |                  |                                  |                 | Centre républicain |                  | Alliance des républicains de gauche et des radicaux indépendants |
| Joseph Le Pevedic                         | Morbihan               |                  | Députés indépendants             |                 | Centre républicain |                  | Alliance des républicains de gauche et des radicaux indépendants |
| Louis Legué                               | Sarthe                 |                  | Action démocratique et sociale   |                 | Centre républicain |                  |                                                                  |
| Francis Merlant                           | Loire-Inférieure       |                  | Union républicaine démocratique  |                 | Centre républicain |                  |                                                                  |
| Édouard Moncelle                          | Moselle                |                  | Union républicaine démocratique  |                 | Centre républicain |                  | Indépendants républicains                                        |
| Adrien Oudin                              | Seine                  |                  | Action démocratique et sociale ? |                 | Centre républicain |                  |                                                                  |
| Henri Patenôtre-Desnoyers                 | Seine-et-Oise          |                  | Républicains de gauche           |                 | Centre républicain |                  |                                                                  |
| Charles Péchin                            | Seine                  |                  | Union républicaine démocratique  |                 | Centre républicain |                  |                                                                  |
| Léon Pellé                                | Loiret                 |                  |                                  |                 | Centre républicain |                  | Indépendants républicains                                        |
| Maurice Petsche                           | Hautes-Alpes           |                  | Républicains de gauche           |                 | Centre républicain |                  | Gauche démocratique et radicale indépendante                     |
| Paul Reynaud                              | Seine                  |                  | Action démocratique et sociale   |                 | Centre républicain |                  | Alliance des républicains de gauche et des radicaux indépendants |
| Louis Rollin                              | Seine                  |                  | Républicains de gauche           |                 | Centre républicain |                  | Alliance des républicains de gauche et des radicaux indépendants |
| Victor Schleiter                          | Meuse                  |                  | Union républicaine démocratique  |                 | Centre républicain |                  |                                                                  |
| André Tardieu                             | Territoire de Belfort  |                  | Républicains de gauche           |                 | Centre républicain |                  |                                                                  |
| Constant Verlot                           | Vosges                 |                  | Gauche sociale et radicale       |                 | Centre républicain |                  |                                                                  |
| Joseph Vidal                              | Bouches-du-Rhône       |                  | Action démocratique et sociale   |                 | Centre républicain |                  |                                                                  |